# Филиповский, Михаил Сергеевич
Михаил Сергеевич Филипповский (Филиповский) (10 февраля 1896 — 8 января 1956) — советский военачальник, генерал-лейтенант (1945). Кандидат военных наук (1948).

## Биография
Родился Михаил Сергеевич Филипповский в дворянской семье 10 февраля 1896 года в Барановичах, Минской губернии. Его дед по матери — известный русский генерал Алексеев.
В 1915 году М. С. Филипповский вступил в русскую императорскую армию, тогда же окончил Виленское пехотное училище, выпущен поручиком. Участвовал в Первой мировой войне, командовал ротой, затем батальоном, воевал на Западном, Юго-Западном и Северном фронтах. После революции солдаты избрали Филиповского в полковой комитет. С 1917 года член ВКП(б).

## Гражданская война
В 1918 году М. С. Филипповский добровольно вступил в РККА, с началом Гражданской войны воевал на Северном фронте против белогвардейцев и иностранных интервентов, командует сводным отрядом Северо-Восточного участка отрядов завесы. 31 августа 1918 года сводный батальон американских, английских и французских интервентов под командованием Хадельдона попытался прорваться к станции Обозерская с фланга. 4 сентября 1918 года батальон был разгромлен отрядом М. С. Филипповского. 11 сентября 1918 года, приказом РВС РСФСР из войск Северо-восточного участка Западной завесы была создана 6-я армия. 20 ноября 1918 года все советские войска были сведены в полки, М. С. Филипповский назначен командиром 160-го стрелкового полка. В январе-феврале 1919 года участвует в Шенкурской операции. План операции был разработан командующим 6-й армией А. А. Самойло. Согласно плану М. С. Филипповский возглавил один из трёх отрядов — Вельский (Вельскую колонну) 18-й стрелковой дивизии. В отряде насчитывалось 1350 человек, 4 орудия и 21 пулемёт. После трёх дней боёв Вельский отряд захватил укрепление на Высокой горе разбив американо-канадские части и открыл дорогу на Шенкурск. 25 января город был освобождён. С 27 октября по 18 ноября 1919 года М. С. Филипповский вр.и.д. командира 54-й стрелковой дивизии, с 26 ноября 1919 года — вр.и.д. командира 18-й стрелковой дивизии. 21 февраля 1920 года дивизией был освобождён Архангельск, затем Онега. Из освобождённого Архангельска отправил премьер-министру Великобритании Дэвиду Ллойд Джорджу телеграмму: «Ваших сбросили в море, встречайте. Комдив Филиповский.»  М. С. Филипповский командовал 18-й стрелковой дивизией до 23 марта 1920 года, затем назначен начальником штаба той же дивизии. Вскоре белое движение на Северном фронте было окончательно разгромлено, дивизия была переброшена на Западный фронт и вошла в состав 4-й армии. В качестве начальника штаба 18-й стрелковой дивизии М. С. Филипповский участвует в Советско-польской войне — Майской операции, Июльской операции и Варшавской битве. В Варшавской операции РККА потерпела поражение, в конце августа 1920 года части 4-й армии были интернированы в Восточной Пруссии.

## Между войнами
В 1923 году М. С. Филипповский окончил Курсы усовершенствования командного состава (КУКС) при Военной академии РККА, командовал 20-й стрелковой дивизией Туркестанского фронта, участвовал в боях с басмачами. В то время разделял взгляды троцкистской оппозиции, выступал в парторганизации дивизии в защиту взглядов Троцкого. С 1924 года — помощник командира 13-го стрелкового корпуса того же фронта, затем помощник начальника и вр.и.д. начальника управления Кавказской армии, военный руководитель Закавказского коммунистического университета.
В 1927 году М. С. Филипповский был направлен военным советником в Китай, участвовал в Гражданской войне, вернулся через год. В 1928 году окончил Военную академию им. Фрунзе и был назначен командиром стрелковой дивизии, затем служил на должностях начальника Управления ВУЗов, начальника Управления по вневойсковой подготовке начальствующего состава, помощника инспектора по военной работе ОСОАВИАХИМа СССР.
28 ноября 1938 года нарком обороны СССР Ворошилов К. Е. обратился в Политбюро ЦК ВКП(б) с просьбой уволить из РККА комкоров: Петровского Л. Г., Степанова М. О., коринтенданта Жильцова А. И., комдивов Баринова А. И., Филипповского М. С. и комбрига Шафранского И. И. ввиду имеющихся на них ряда компрометирующих данных. В конце ноября 1938 года М. С. Филипповский был уволен в запас. Арестован не был. В 1939 году был восстановлен в РККА и назначен преподавателем Высшей школы штабной работы Красной армии и Академии Генштаба (одновременно обучаясь в Академии Генштаба).

## Великая Отечественная война
В начале Великой Отечественной войны М. С. Филипповский на той же должности. В 1942 году он окончил Академию Генштаба, в декабре 1942 года был назначен начальником штаба 58-й армии. Принимал участие в Битве за Кавказ. 9 февраля 1943 года началась Краснодарская наступательная операция, в ходе которой М. С. Филипповский возглавлял ударную группировку 58-й армии в составе 317-й, 351-й и 417-й стрелковых дивизий. В наступлении, начавшемся 26 февраля 1943 года, участвовали только две дивизии из трёх (417-я не успела подойти), несмотря на это и тяжёлые погодные условия ударная группа Филипповского наступала успешно, но её наступление не было поддержано. В результате группа попала в окружение, но продолжала сражаться. К 3 марта у группы кончились боеприпасы, связи со штабом не было, М. С. Филипповский принял самостоятельное решение — отвести войска. К вечеру 4 марта части ударной группы, уничтожив материальную часть, с боями вышли из окружения.
12 мая 1943 года М. С. Филипповский был назначен начальником штаба 9-й армии, с сентября по октябрь 1943 года участвовал в Новороссийско-Таманской операции. 6 ноября 1943 года управление армии было расформировано, М. С. Филипповский был назначен начальником штаба 47-й армии, на этом посту до июля 1944 года. С августа 1944 года М. С. Филипповский — в распоряжении Главного управления кадров (ГУК) НКО. В декабре 1944 года М. С. Филипповский назначен заместителем командующего 4-й гвардейской армией 3-го Украинского фронта, участвовал в Будапештской операции.
В январе 1945 года М. С. Филипповский назначен вр.и.д. командующего 46-й армией 3-го Украинского фронта, продолжал участие в Будапештской операции.
5 марта 1945 года М. С. Филипповский становится командиром 104-го стрелкового корпуса, участвовал в Будапештской и Венской операциях.

## После войны
После войны М. С. Филипповский продолжал командовать корпусом в Южной группе войск.
В 1946 году перешёл на преподавательскую работу в Академию Генштаба, был назначен старшим преподавателем кафедры тактики высших соединений.
В декабре 1950 года вышел в отставку.
Умер Михаил Сергеевич Филипповский 8 января 1956 года в Москве, похоронен на Введенском кладбище (20 уч.).

## Воинские звания
- комдив — 23.11.1935
- генерал-майор — 4.06.1940
- генерал-лейтенант — 19.04.1945

## Награды
- Орден Ленина (21.02.1945)
- четыре Ордена Красного Знамени (01.04.1943, 03.11.1944, 29.06.1945, 15.11.1950)
- два Орден Суворова 2-й степени (25.10.1943,…)
- два Орден Кутузова 2-й степени (02.09.1944, 28.04.1945)
- медали СССР
- Орден «Легион почёта» 4-й степени (США)